# 圆手写体

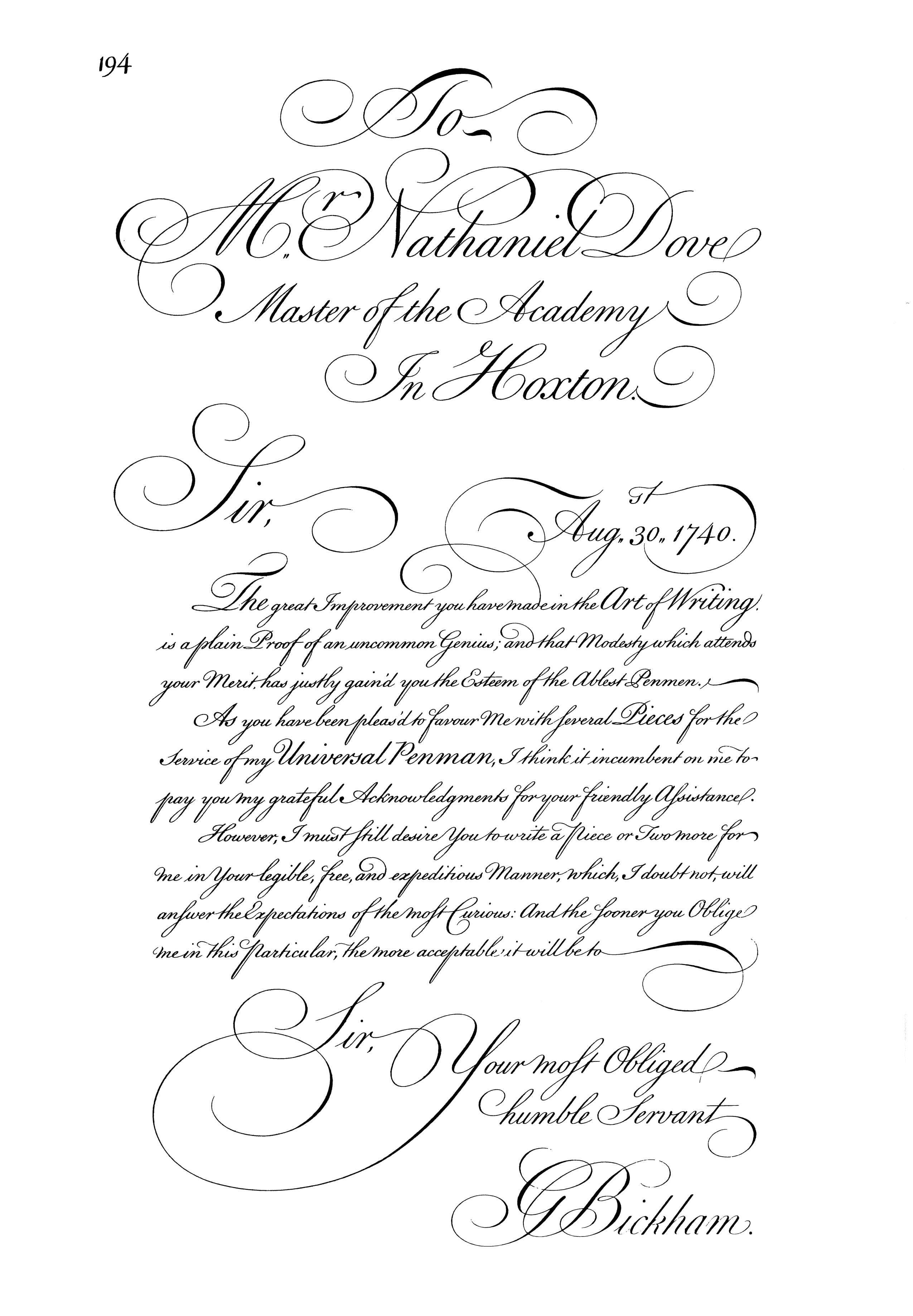
乔治·比克汉姆 (George Bickham) 的圆形手写体，自The Universal Penman ， 约1740–1741

圆手写体（英文：round hand 或 roundhand ）是一种在17世纪60年代起源于英国的手写体和书法，主要由书法大师约翰·艾尔斯和威廉·班森（William Banson）开创。圆手写体的特点是开放流畅的笔划风格和因使用金属尖头笔尖而产生的笔划粗细的微妙对比。笔尖所使用的金属富有弹性。当尖头受到压力时，其尖齿在轻压下张开，写出较粗的笔划，然后在压力减弱时稍微闭合，写出较细的笔划。圆手写体的受欢迎程度自发明之初迅速增长，并通过印刷发行的书法手册而作为标准被推崇。

## 起源
文艺复兴时期，宗座财务院（拉丁语：Camera Apostolica）的书法大师创作了italic cursiva 字体。 1527 年罗马之劫期间，宗座财务院被毁，许多大师搬到了法国南部，并在那里开始将文艺复兴时期的 字体完善成为，一种新的字体。到了 16 世纪末， 开始取代 。在17世纪早期， 进一步演化成为法式风格 。
在 17 世纪中叶，法国的官员需要处理大量的以不同书法风格和水平写就的文件。结果，官员们开始抱怨不同字迹的文件超出了他们的辨认能力。法国财政部长收到了当时一些法国书法大师的提案，其中最有影响力的是路易斯·巴贝多Louis Barbedor，他于约1650年出版了 一书 。 在审查了这些提案后，财务总监决定将所有法律文件的书法风格限制为以下三种：，以及有时简称为的Speed Hand。 
在英国，爱德华·科克（Edward Cocker）在17世纪40年代持续出版了一些基于法语 字体的字帖。 在17世纪80年代，约翰·艾尔斯 (John Ayres)和威廉·班森 (William Banson) 进一步完善和发展了 字体，使其演化为如今所知的英式圆手写体风格。 

## 全盛时期
在接下来的17世纪和18世纪，包括乔治·比克汉姆（George Bickham） 、乔治·雪莱（George Shelley）和查尔斯·斯内尔（Charles Snell）在内的一众英国书法大师将圆手写体推向了流行，以至于到了18世纪中叶，圆手写体风格已经传遍欧洲，并跨越大西洋传到北美。 Snell Roundhand 和Kuenstler Script字体均基于这种书写风格。查尔斯·斯内尔因他的圆手写体变体而闻名，他开创了自己的斯内尔圆手写体（英语：Snell Roundhand），这种字体注重于书写中的规则和比例。 